# Monastère Saint-Cucufa
Pour les articles homonymes, voir Saint Cucufa.
Le monastère Saint-Cucufa est un monastère roman, situé dans le village de Sant Cugat del Vallès, dans la province de Barcelone, au nord de la Catalogne. Il porte le nom d'un martyr barcelonais, Cucufa de Barcelone.
Le monastère, construit entre le IXe et le XIVe siècle, est un des plus imposants ensembles conservés de l'art roman de Catalogne. Au Moyen Âge, il fut même le plus important monastère du comté de Barcelone. L'édifice a été déclaré Bien culturel d'intérêt national en 1931 et abrite aujourd'hui le musée de Sant Cugat.

## Histoire

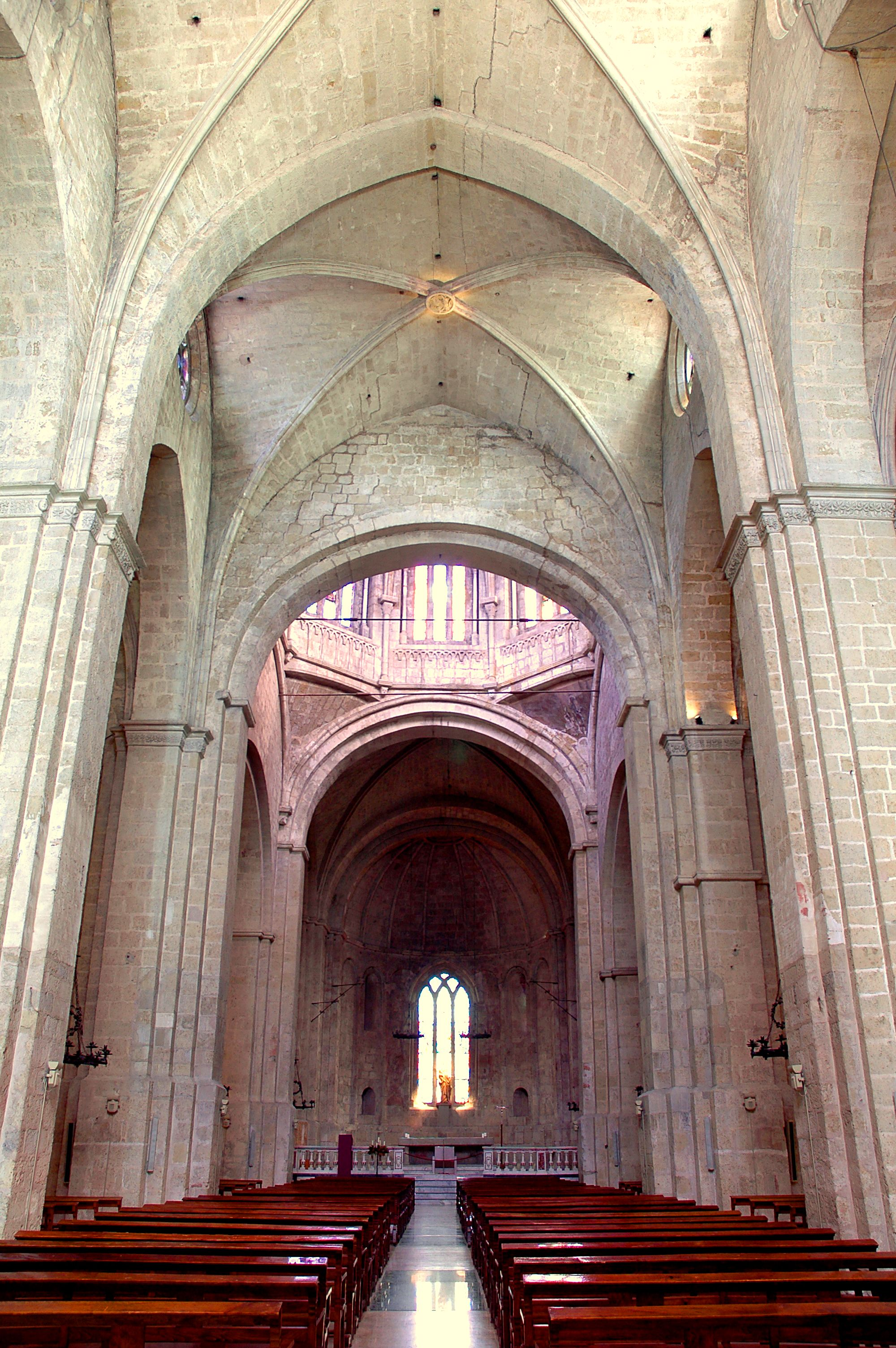
La nef de l'église.

À l'emplacement de l'édifice s'est d'abord trouvé un fort romain qui à l'époque médiévale s'est appelé Castrum Octavianum. De nombreux vestiges militaires, découverts à l'intérieur du monastère, l'attestent.
Les origines du monastère remontent au IXe siècle, lorsqu'il fut décidé d'unir l'église paléochrétienne du Ve siècle abritant les reliques de saint Cucufa (en catalan : sant Cugat) à la fortification annexe. Le monastère a commencé à étendre ses possessions à partir du Xe siècle. En l'an 985, il a été endommagé par une attaque de troupes musulmanes dirigées par Al-Mansur, qui l'a ensuite réparé et fait ajouté un minaret, transformé plus tard en clocher.
À la fin du XIe siècle, le comte Bérenger-Raimond II de Barcelone décréta que le monastère serait soumis à celui de Saint-Pons-de-Thomières dans le Languedoc fondé par Raymond Pons de Toulouse, créant ainsi des troubles parmi les moines de Saint-Cucufa. L'abbé de Saint-Pons s'installa au monastère et les moines qui n'étaient pas d'accord avec son administration furent expulsés. Cependant, l'évêque de Barcelone a revendiqué ses droits sur le monastère, qui a été rendu au diocèse de Barcelone. À cette époque, Saint-Cucufa contrôlait les monastères de Sainte-Cécile de Montserrat (ca), Sant Llorenç del Munt, Sant Pau del Camp, Sant Pere de Clarà (ca) et Sant Salvador de Breda (ca).
Au milieu du XIIe siècle, la construction d'un nouveau monastère a commencé. Il a été achevé en 1337. En 1350, des travaux de fortification ont été entrepris. Pendant la guerre de Succession d'Espagne, il a été occupé par les troupes de l'archiduc Charles VI, causant des dommages à la structure. Les travaux de restauration ont été achevés en 1789.
Les moines ont abandonné le monastère en 1835 qui resta vide jusqu'en 1851, date à laquelle une nouvelle restauration commença.

## Protection
Le monastère fait l’objet d’un classement en Espagne au titre de bien d'intérêt culturel depuis le 3 juin 1931.

### Sources
- (ca) Cet article est partiellement ou en totalité issu de l’article de Wikipédia en catalan intitulé « Monestir de Sant Cugat » (voir la liste des auteurs).

- (en) Cet article est partiellement ou en totalité issu de l’article de Wikipédia en anglais intitulé « Monastery of Sant Cugat » (voir la liste des auteurs).